# 財務諸表
財務諸表（ざいむしょひょう、英: financial statements）は、企業が利害関係者に対して一定期間の経営成績や財務状態等を明らかにするために複式簿記に基づき作成される書類である。日常用語としては、決算書（又は決算報告書）と呼ばれている。

## 概要
日本における会計基準では、
- 貸借対照表（B/S）
- 損益計算書（P/L）
- キャッシュ・フロー計算書（C/F）
- 株主資本等変動計算書（S/S）

が財務諸表に含まれる。注記など副次的な情報とともに開示するのが通常であるが、副次的な情報と区別する意味でこれらの表を特に基本財務諸表と呼ぶこともある。単一企業について作成する財務諸表を個別財務諸表といい、子会社を含む企業グループを単一の組織体とみなして親会社が作成する財務諸表を連結財務諸表という。また、四半期決算で作成するものを四半期財務諸表及び四半期連結財務諸表という。
財務諸表は、会社法、金融商品取引法や業法等で取締役等に作成が義務付けられ、一般に公正妥当と認められた会計基準により作成されるものとされている。会社法では、計算書類及び連結計算書類と呼ぶ。財務諸表に付属する情報として、会社法では附属明細書、金融商品取引法では附属明細表があるが、これらは狭義の財務諸表には含まれない。
上場企業など、金融商品取引法により有価証券報告書を提出しなければならない会社の財務諸表は、EDINETで見ることができる。また、上場企業以外の株式会社は、定時株主総会の終結後遅滞なく、貸借対照表（大会社にあっては、貸借対照表および損益計算書）を企業のウェブサイト、日刊新聞紙又は官報のいずれかで公告しなければならず、公告方法は登記される。
財務諸表は、不正や誤謬により適正に作成されないリスクがあるため、会社法上の大会社や上場企業などの一定の企業は公認会計士または監査法人の会計監査を受けることを法で義務付けられている。
他に損益計算書の添付書類として、製造原価報告書（C/R）がある。

## 財務諸表の目的
財務諸表』は、「ビジネス、経済活動、会計に関する十分な知識を持ち、情報を注意深く研究する意思のある読者」が理解できるように作られている。財務諸表は、利用者が様々な目的で利用することができる：
- 経営者や管理職は、会社の将来の運営に影響を与える重要な経営上の意思決定を行うために財務諸表を必要とする[3][4]。財務分析はこれらのレポートに基づいて行われ、経営陣に数字のより詳細な見方を提供する[5]。これらの報告書は、経営陣による株主への年次報告書の一部としても使用される。
- 潜在的な投資家は、事業に投資するかどうかを評価するために財務諸表を使用します。投資家は多くの場合、専門家（ファイナンシャル・アナリスト）が作成した財務分析を利用する[6][7]。
- 従業員はまた、労働組合の場合は経営陣との団体交渉（CB）のために、あるいは賃金、昇進、格付けについて話し合うために、これらの報告書を必要とする[8][9]。
- 金融機関（銀行やその他の融資機関）は、事業拡大やその他の重要な支出を賄うために、企業に新たな運転資金や負債証券（長期銀行ローンや社債など）を提供するかどうかを決定するために、この情報を利用する。
- 株主は株式資本の管理方法に関する情報を随時要求することができ、それは財務諸表（またはシェアフロー計算書）の形で提供される場合がある[10]。